# 罗伯特·雷米亚什遇刺案
罗伯特·雷米亚什遇刺案于1996年4月29日在斯洛伐克共和国布拉迪斯拉发市的卡爾洛瓦村发生。前警官雷米亚什是一场针对斯洛伐克信息服务部的审判中的关键人物之一。这次审判是在斯洛伐克总统之子自1995年被绑架到奥地利的情况下进行的。雷米亚什的车在Karloveská街的一个繁忙的十字路口上被遥控引爆。在犯罪现场有许多许多高级别的黑手党官员目睹了这次爆炸，包括斯洛伐克信息服务部的代表。这起事件一直没能被破案。每次暗杀纪念日，该案件总会被政党用来批评弗拉基米尔·梅恰尔，以迫使她停止自1990年对因犯下严重政治罪行而将被调查的罪犯给予大赦。